# Haringvliet
L'Haringvliet è una baia del delta del Reno, della Mosa e della Schelda nei Paesi Bassi, situata nella provincia dell'Olanda Meridionale.
L'Haringvliet inizia nei pressi di Numansdorp, dove l'Hollandsch Diep si divide nell'Haringvliet stessa e la Volkerak. È divisa all'altezza di Goedereede dal Mare del Nord attraverso l'Haringvlietdam, una diga sulla quale vi è una strada che collega l'isola di Voorne a quella di Goeree-Overflakkee. La diga e le sue chiuse furono costruite come parte dei lavori del Piano Delta.